# Марджанішвілі (станція метро)
41°42′35″ пн. ш. 44°47′53″ сх. д. / 41.70972° пн. ш. 44.79806° сх. д.
Марджанішвілі(груз. მარჯანიშვილი) — станція Ахметелі-Варкетільської лінії Тбіліського метрополітену, розташовується між станціями Садгуріс моедані-1 і Руставелі.
Відкрита 11 січня 1966. Знаходиться на розі вулиць Марджанішвілі і Давида-Будівельника.
Назву свою станція отримала на честь Коте Марджанішвілі.
Конструкція станції — пілонна трисклепінна, похилий хід тристрічковий починається з північного торця станції.
Оздоблення — пілони і колійні стіни оздоблені мармуром світлих відтінків, підлога — чорна. В південному торці центрального залу на стіні знаходиться скульптурний портрет К. Марджанішвілі.

## Ресурси Інтернету
- Тбіліський метрополітен [Архівовано 19 травня 2014 у Wayback Machine.](англ.)
- Тбіліський метрополітен(груз.)